# Stenanthium gramineum
Stenanthium gramineum là một loài thực vật có hoa trong họ Melanthiaceae. Loài này được (Ker Gawl.) Morong miêu tả khoa học đầu tiên năm 1894.